# Bouillante
Bouillante là một xã thuộc tỉnh Guadeloupe vùng lãnh thổ hải ngoại Guadeloupe của Pháp ở biển Caribbean.